# Хильдуин IV де Мондидье
Хильдуин IV (Hilduin IV) (ум. 1063) — граф Мондидье, сеньор Рамрю, по правам жены — граф Руси.
Родился ок. 1015 года. Сын Хильдуина III, графа Мондидье. Наследовал отцу ок. 1033 года.
Около 1050 года (не позднее 1054 года) был изгнан из Мондидье Раулем IV, графом Валуа.
Жена (с ок. 1033 года) — Аделаида (Алиса) (1015/1020 — 1062), дочь и наследница графа Руси Эбля I и его жены Беатрисы де Эно.

## Дети
- Эбль II (ум. 1103), граф Руси
- Андре, сеньор Рамрю и Арси-сюр-Об, отец Эбля де Рамрю, епископа Шалона в 1121—1126
- Беатриса, жена Жоффруа II, графа Перша
- Маргарита, жена Юга, графа Клермона-ан-Бовези
- Эрментруда (ум. 1102), жена Тибо, графа Рейнеля
- Ада, 1-й муж Жоффруа де Гиз, 2-й муж Готье д’Ат
- Адела (ум. 1068/1069), муж — Арнольд I, граф Шини
- Аэлис, муж — Конан Сокол де ла Саррас
- Фелисия (ок. 1060—1123), жена короля Арагона Санчо I.